# De familie Slim
De familie Slim is een Nederlandse film uit 2017 van Roy Poortmans met in de hoofdrollen Harry Piekema, Tatum Dagelet, Sara Dol en Matheu Hinzen over de familie Slim, een familie bestaande uit alleen maar uitvinders, alleen mislukken de uitvindingen van zoon Max altijd.

## Verhaal
Max is het jongste lid van de familie Slim. Hij is net als zijn ouders en zijn zus uitvinder, alleen zijn uitvindingen mislukken altijd. Als de familie wordt uitgenodigd voor de vijfentwintigste editie van uitvinderswedstrijd Inventicon, besluit Max thuis te blijven. Als de familie Slim aankomt bij Inventicon, vinden ze het vreemd dat ze de enigen zijn die er zijn. Normaal zijn ze nooit de eersten. Vera luistert de mensen van Inventicon af en komt tot de ontdekking dat ze niet bij Inventicon zijn, maar ontvoerd zijn door dieven. De uitnodiging voor Inventicon bleek nep te zijn. Vera wordt betrapt en de hele familie Slim, uitgezonderd Max, wordt opgesloten in een kamertje in het pand. Ondertussen ontdekt Max dat een van zijn uitvindingen, een teleporteermachine, gestolen is door de vader van Aiza. De vader van Aiza is Elon Teslison, een uitvinder die altijd tweede werd bij Inventicon. Hij is degene die ouders en zus van Max heeft ontvoerd door hen een nep-uitnodiging voor Inventicon te sturen. Hiermee hoopt hij eindelijk een keer op Inventicon te winnen. Max probeert zijn uitvinding terug te halen. Het lukt bijna als Elon weer binnenkomt. Max verstopt zich, terwijl Aiza probeert haar vader de kamer uit te werken, zodat Max naar buiten kan. Maar op dat moment wordt Max door zijn ouders gebeld, waardoor Elon ontdekt dat Max bij hem binnen is. Max wordt gedwongen zijn uitvinding uit te werken tot een grootte waarop mensen geteleporteerd kunnen worden, anders komt de familie van Max niet meer vrij. Samen met Aiza werkt Max noodgedwongen aan zijn uitvinding, zodat Elon op Inventicon kan winnen. Ondertussen weet de familie van Max te ontsnappen door een slimme truc van Vera. Zij slaagt erin de deur van de cel open te krijgen door een stukje ijzerdraad in het slot te steken en dit als een sleutel om te draaien. Op de echte Inventicon, die in het Evoluon plaatsvindt, wil Elon de teleporteermachine die Max werkend heeft gekregen testen, maar hij doet het niet. Dan komt de familie van Max binnen en weet Max dat hij kan verklappen waarom de machine niet werkt. Hij heeft één onderdeel niet ingebouwd. Max bouwt alsnog het onderdeel in en Elon probeert via de machine te ontsnappen. Hij komt echter te midden van een groep politieagenten terecht die hem arresteren. Max wint op Inventicon met de teleporteermachine. Elon krijgt een taakstraf. Hij moet werken in de tuin van de familie Slim.

## Rolverdeling
| Acteur              | Personage          | opmerking |
| ------------------- | ------------------ | --------- |
| Harry Piekema       | Fritz Slim         | vader     |
| Tatum Dagelet       | Julia Slim         | moeder    |
| Matheu Hinzen       | Max Slim           | broer     |
| Sara Dol            | Vera Slim          | zus       |
| Najib Amhali        | Elon Teslison      |           |
| Precious Bostelaar  | Aiza               |           |
| Dick Carlier        | Albert Schumacher  |           |
| Jennifer de Jong    | Vrouw in het zwart |           |
| Horace Cohen        | Politieagent       |           |
| Dionne Slagter      | Nicolette          |           |
| Richard Groenendijk | Stem van Joost     |           |
| Han Leopold         | Jurylid            |           |
| Peter Aerts         | Ludolf             |           |
| Roy van Breemen     | Postbode           |           |
| Sanne van Meurs     | Buurmeisje         |           |
| Bas van Meurs       | Buurjongen         |           |
| Alex Swamipersad    | Politieagent       |           |